# Ahasverus rectus
Ahasverus rectus är en skalbaggsart som först beskrevs av Leconte 1854.  Ahasverus rectus ingår i släktet Ahasverus och familjen smalplattbaggar. Inga underarter finns listade i Catalogue of Life.